# وولسفلد
وولسفلد (به آلمانی: Wolsfeld) یک شهر در آلمان است که در بیتبورگ-پروم واقع شده‌است.